# Camposella insignata
Camposella insignata är en tvåvingeart som beskrevs av Cole 1919. Camposella insignata ingår i släktet Camposella och familjen kulflugor.
Artens utbredningsområde är Ecuador. Inga underarter finns listade i Catalogue of Life.